# هجوم مطار جناح الدولي 2014

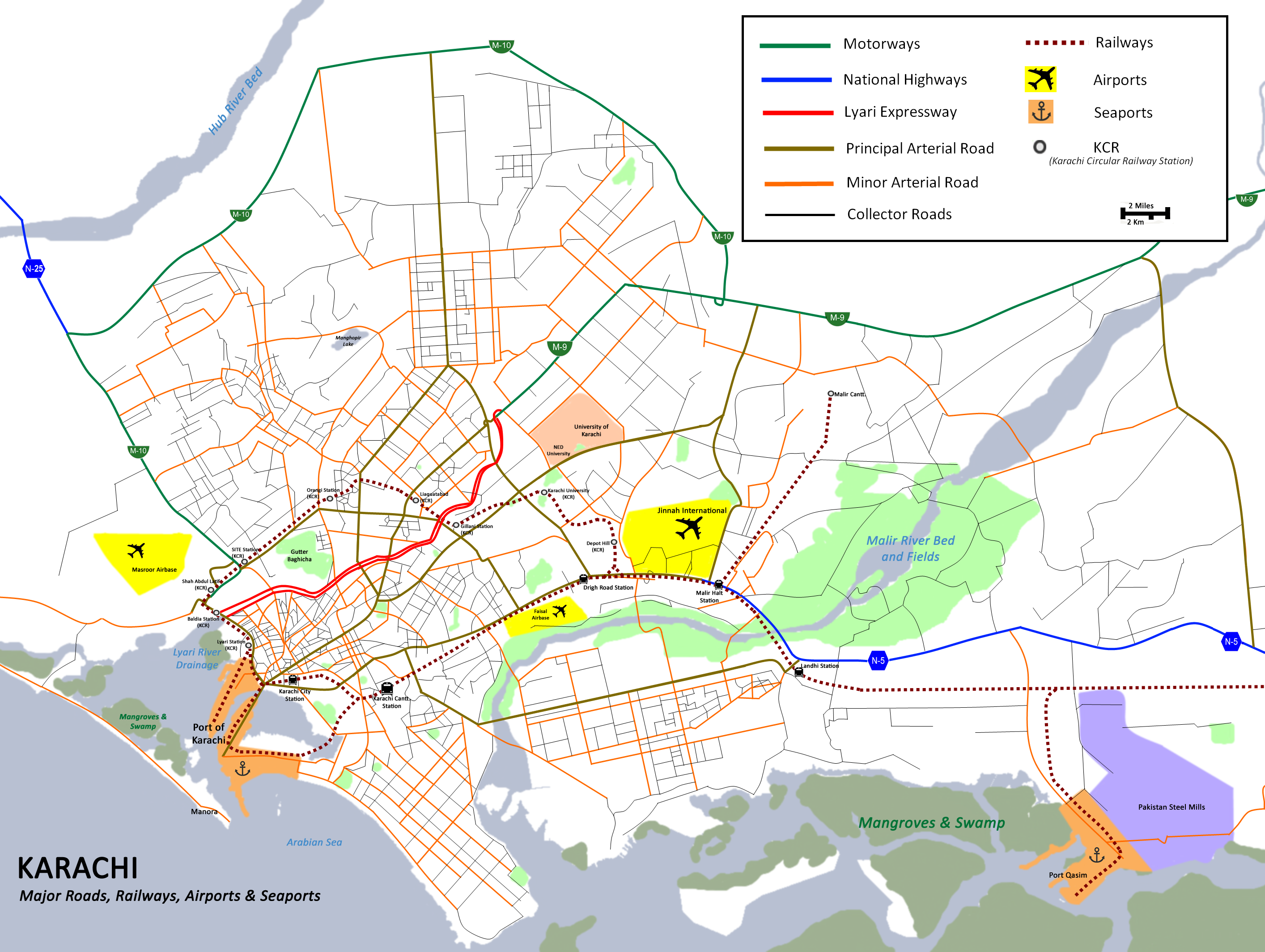
خريطة موضحة المطارات

في 8 يونيو 2014 هاجم 10 مسلحين بأسلحة آلية ومنصة إطلاق صواريخ وسترات ناسفة وقنابل يدوية مطار جناح الدولي في كراتشي بباكستان، قُتل 36 شخصًا بينهم جميع المهاجمين العشرة، وأصيب 18 آخرون. أعلنت حركة طالبان باكستان مسؤوليتها عن الهجوم. وفقًا لوسائل الإعلام الرسمية فإن المهاجمين كانوا من أصل أوزبكي ينتمون إلى حركة أوزبكستان الإسلامية وهي حركة مرتبطة بتنظيم القاعدة وتتعاون مع طالبان باكستان. أكدت حركة طالبان باكستان أن الهجوم كان عملية مشتركة قاموا بتنفيذها مع حركة أوزبكستان الإسلامية.
في أعقاب الهجوم شن الجيش الباكستاني سلسلة من الغارات الجوية على مخابئ حركة طالبان باكستان في المناطق القبلية على طول الحدود الأفغانية، وقُتل ما لا يقل عن 25 مسلحًا في 10 يونيو، كما تسبب هجومان بطائرة بدون طيار في 12 يونيو في مقتل أوزبكيين وأفغان،  وفي 15 يونيو كثف الجيش الباكستاني غاراته الجوية في شمال وزيرستان وقصف ثمانية أماكن تابعة للحركة، كما أطلق الجيش الباكستاني عملية ضرب عضب ضد المسلحين في شمال وزيرستان.